# Куза (зброя)

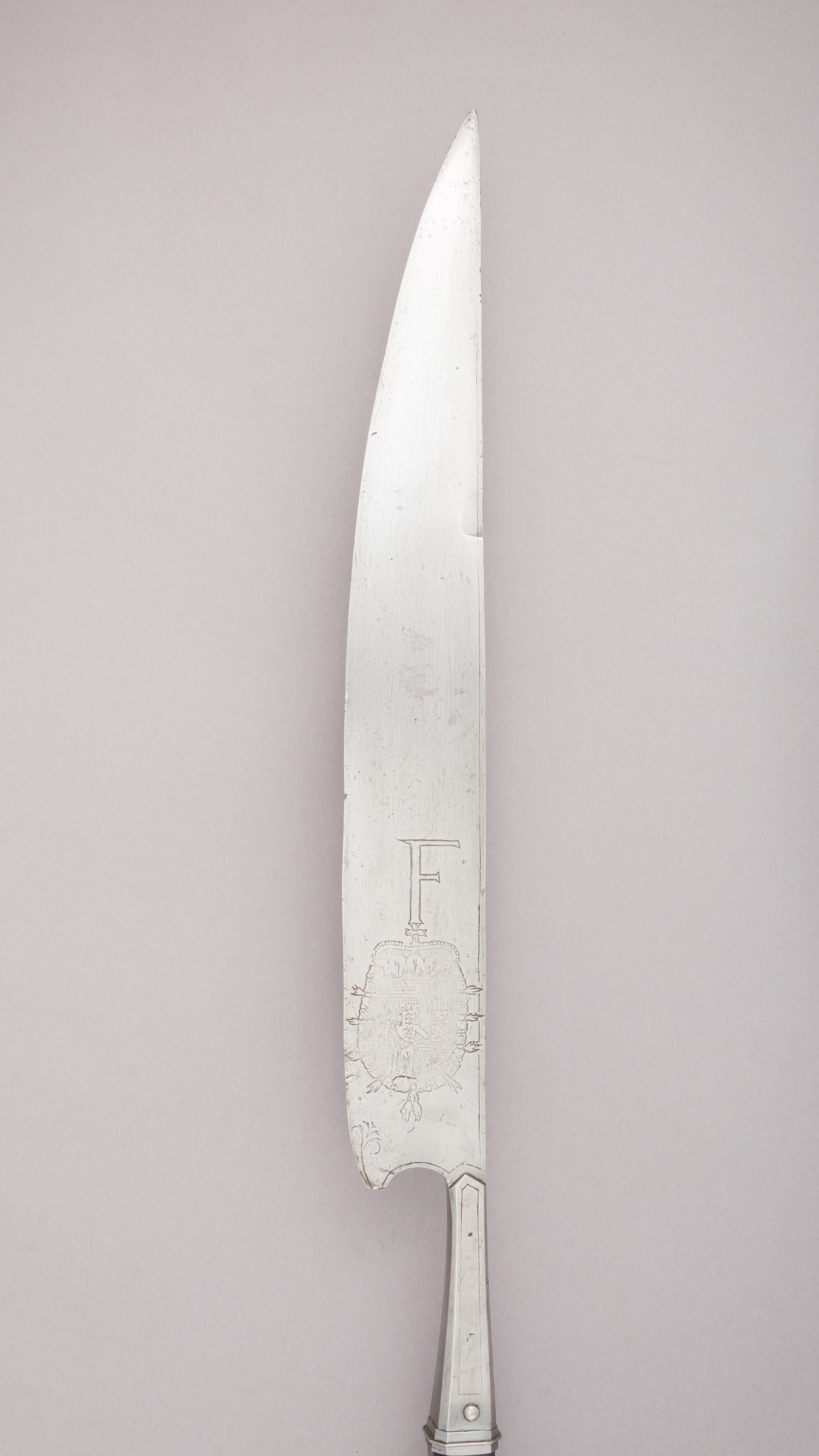
Куза

Ку́за (фр. couse, пол. kosa) — європейська держакова зброя, різновид глефи чи глевії, також зовні нагадує совню. Зустрічається з XV століття у Франції. Набуває популярності після битви при монастирі Св. Якоба.
У XVII столітті, коли глефа стала вживатися при польському дворі тамтешніми охоронцями, її стали називати куза. Являє собою довгий вузький ніж спеціфічної тесачної форми (що відрізняє її від подібних різновидів; крайній малюнок праворуч) із втулкою, що насаджений на дерев'яний держак.
Відрізнялася прямо спрямованим вістрям і відсутністю додаткових елементів (гаків, вил, щитків, тощо). Кінців'я насаджується на древко за допомогою втулки і з'єднувалося з ним довгими залізними прожилинами і заклепками. В окремих випадках на держаку нижче втулки перебував диск для захисту руки. З конструкції слідує, що кузу застосовували швидше для рубки, ніж для уколу, і що вона зовсім несуттєво відрізнялася від глефи.

## Використання
Вона розрахована на те, щоб за допомогою потужного удару прорубати лати противника.
Вже на початку XV століття куза зустрічається у Франції і після битви при монастирі Св. Якоба починає користуватися такою популярністю, що швейцарці, які тривалий час служили французькому королю, стали озброюватися ними поголовно. Так кузи з'являються на мініатюрі XV століття Жана Фуке із зібрання Бретано у Франкфурті і зображені в lit de justice Карла XII Вандомського 1458 року.
Інший приклад їх вживання зустрічається в рукописі Jouvencel XV століття з Національної бібліотеки в Парижі.
На початку XVI століття в Іспанії куза стає зброєю лейб-гвардії Філіпа I. З цього часу вони безперервно використовуються при габсбургському і більшості німецьких дворів.
Одне з найстаріших зображень кузи як зброї охоронців міститься на фресці Доменіко Брузазорчі в Каза Рідольфі (Верона), що зображує урочистий в'їзд Карла V і Климента VII (папа, 1523—1534) в Болонію в 1530. Її гравіював на міді Лукас Кранах. У зборах зброї імператорського дому у Відні зберігаються примірники куз всіх імператорів від Фердинанда I до Йосифа II, а також деяких правлячих ерцгерцогів. Йосиф II (1741—1790) був останнім імператором, охоронці якого носили кузи. Пізніше, правда, їх використовували ще баварські охоронці.
На церемоніальних зразках виконувалося оздоблення із орнаментом, зображеннями титульних гербів, держаки робилися різними і яскраво розфарбовувалися.